# Peter Stein (Basketballspieler)
Peter Stein (Lebensdaten unbekannt) war ein deutscher Basketballspieler.

## Leben
Stein spielte ab der Saison 1973/74 mit ADB Koblenz in der Basketball-Bundesliga. Mit der Mannschaft wurde er in den Spieljahren 73/74 und 74/75 jeweils Fünfter der Hauptrunde der Bundesliga-Südstaffel, in der Abstiegsrunde wurde der Klassenerhalt gesichert. In der Saison 1975/76 musste Stein mit Koblenz unter Trainer Eckhard Schurkus den Bundesliga-Abstieg hinnehmen. Später spielte er für den VfB Lützel.
Stein wurde im Jahr 1974 in der bundesdeutschen Nationalmannschaft in elf Länderspielen eingesetzt.